# Kamwenge
Kamwenge è un centro abitato dell'Uganda, situato nella Regione occidentale.